# Gemidos de placer
Gemidos de placer es un film de terror erótico de Jesús Franco (en España fue calificado S) basado en el libro La filosofía en el tocador, del Marqués de Sade. Es uno de los títulos más conocidos entre los fans de este director de culto.

## Sinopsis
La acción transcurre en una casa del sureste de España (Calpe, Alicante) que, curiosamente, era la casa del productor, Emilio Larraga.
- Datos: Q3759344